# Cordt Kettler zu Assen

Wapen Kettler / von Ketteler

Cordt Kettler zu Assen ook bekend als Cordt von Ketteler zu Assen (1372-1446) was heer van Melrich en Assen, burgmann te Hovestadt en drost van Hamm.
Hij was een zoon van Rutger III Ketteler heer van Assen, Mellrich en Hovestadt (Neu-Assen, 1346-1418) en Friderana van Altena (1360-1385). Door het huwelijk van zijn dochter Frederunde met Diederik von der Recke zu Reessen is hij een van de voorouders van Prins Bernhard.
Hij trouwde ca. 1398 met Elisabeth van Ge(h)men-Pröbsting. Zij was een dochter van Goswin II van Gehmen heer van Pröbsting (1340-1398) en Hadewig NN. Goswin II was een zoon van Goswin I van Gemen heer van Prösting (-1357) en Sophie NN (- na 1364). Uit zijn huwelijk zijn de volgende kinderen geboren:
- Goswin I Kettler zu Assen (ca. 1400 - ca. 1471)
- Frederunde Kettler (1405-1448)
- Rutger IV von Ketteler-Assen (1407-)
- een kind van Cordt Ketteler van Assen
- een kind van Cordt Ketteler van Assen

Wapen von Gemen
Wapen van Pröbsting